# 奈古站

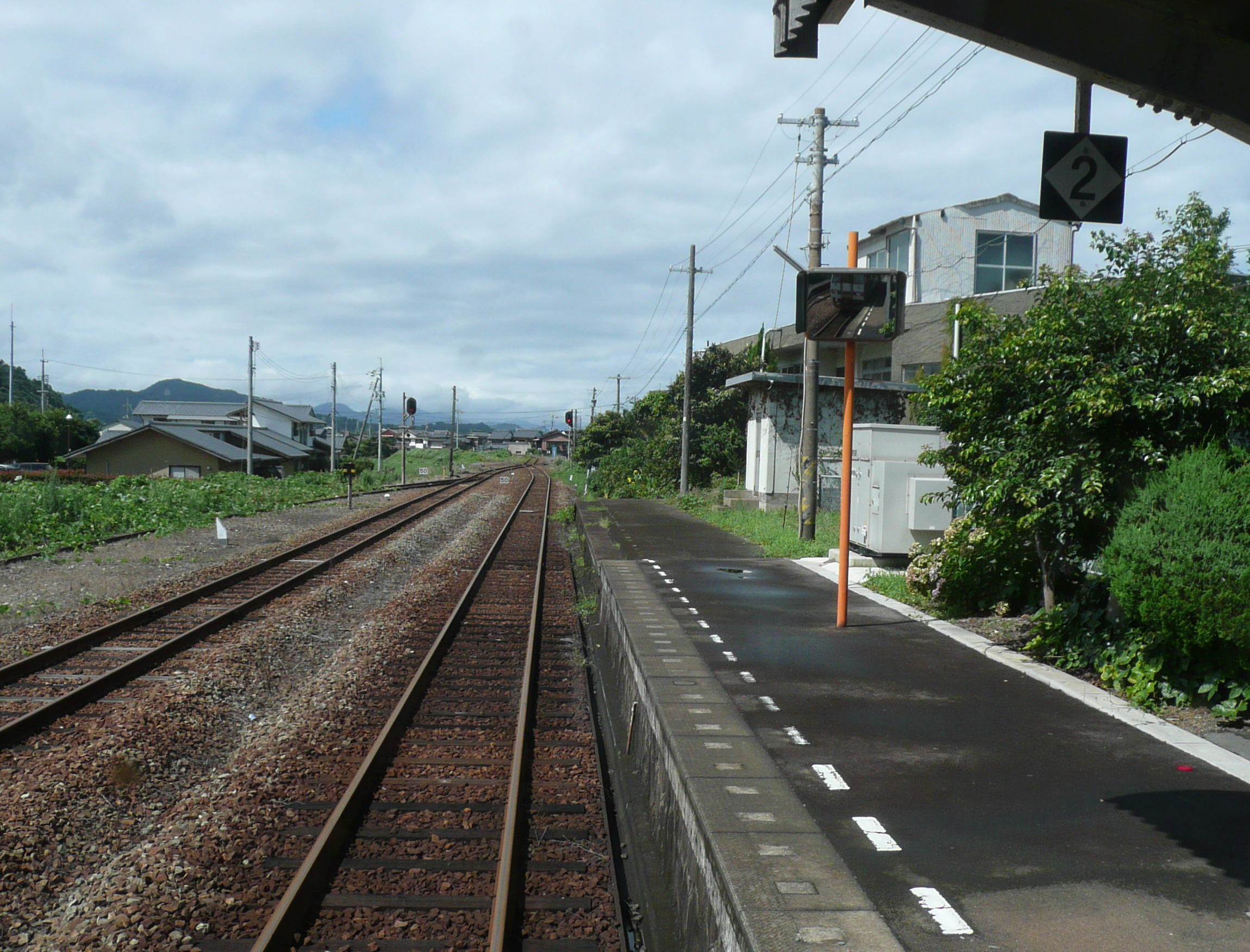
月台「東萩、長門市方向」

站名牌

奈古站（日语：／ Nago eki */?）是位於山口縣阿武郡阿武町大字奈古字岡田橋，西日本旅客鐵道（JR西日本）的山陰本線車站。
曾經此站是急行「三瓶」「長門」停車站。在1997年3月22日時間表修正後，在此路段上行走的定期急行列車全部取消，以後只有普通列車停站。
車站鄰近山口縣立萩高等學校奈古分校（前 山口縣立奈古高等學校），因此此站設有來自萩方向的上學乘客。在2016年3月26日時間表修正前，設有來往長門市站至此站的區間列車。在修正後延長至鄰站木與站。

## 歷史
- 1929年（昭和4年）4月24日 - 國有鐵道美禰線東萩站至此站開業，此站啟用。為客運和貨運車站。
  - 當時車站地址為山口縣阿武郡奈古村（日语：奈古町）大字奈古字岡田橋。
- 1931年（昭和6年）11月15日 - 美禰線此站至宇田郷站開業。
- 1933年（昭和8年）2月24日 - 包含此站在內，部分美禰線編入至山陰本線，成為山陰本線車站。
- 1942年（昭和17年）11月3日 - 奈古村實施町制，成為奈古町（日语：奈古町），車站地址為山口縣阿武郡奈古町大字奈古字岡田橋。
- 1955年（昭和30年）1月1日 - 隨著阿武町成立，車站地址為現時位置。
- 1979年（昭和54年）3月31日 - 終止貨物起卸業務。
- 1987年（昭和62年）4月1日 - 伴隨國鐵分割民營化，車站由西日本旅客鐵道（JR西日本）營運。
- 2012年（平成24年）2月18日 - 上下行線兩方列車使用同一月台。
- 2013年（平成25年）7月28日 - 發生暴雨（日语：平成25年7月28日の島根県と山口県の大雨），包含此站在內，益田站至長門市站之間暫停服務。（此站至長門市站之間在同年8月4日重開，此站至須佐站在同年8月10日重開。[1]）
- 2016年（平成28年）3月26日 - 此站折返列車延長至於木與站折返。

## 車站構造
車站是一座地面車站，設有1面1線的單式月台，長門市方向的列車會開啟右邊車門。長門市方向與益田方向的列車使用同一月台。曾經設有2面2線的相對式月台，當時可進行列車交會。在2012年（平成24年）2月18日起，上下行線兩方向列車使用於車站大樓側的月台，車站大樓對面的月台不再使用。同時把跨線橋撤走，由於車站曾設有折返往長門市方向的列車班次，因此站內設有場內、出發信號機。

車站由長門鐵道部管理的簡易委託車站，設有櫃臺售票車票（設置了POS終端）。在早上和黃昏以後時段為無人車站。

## 使用狀況
以下為近年1日平均乘車人次列表：
| 乘車人次變化 | 乘車人次變化    |
| 年度         | 1日平均乘車人次 |
| ------------ | --------------- |
| 1999         | 348             |
| 2000         | 340             |
| 2001         | 316             |
| 2002         | 283             |
| 2003         | 254             |
| 2004         | 208             |
| 2005         | 201             |
| 2006         | 209             |
| 2007         | 192             |
| 2008         | 172             |
| 2009         | 150             |
| 2010         | 155             |
| 2011         | 130             |
| 2012         | 128             |
| 2013         | 116             |
| 2014         | 103             |
| 2015         | 105             |
| 2016         | 107             |
| 2017         | 105             |
| 2018         | 91              |

## 車站周邊
- 道之驛阿武町（日语：道の駅阿武町）
- 阿武町公所
- 奈古郵局（日语：奈古郵便局）
- 山口縣立萩高等學校奈古分校（日语：山口県立萩高等学校奈古分校）
- 阿武町立阿武中學
- 阿武町立阿武小學
- 國道191號（日语：国道191号）

## 巴士
- 防長交通（日语：防長交通）
  - 萩商工高校前（日语：山口県立萩商工高等学校）（經東萩站）、惣郷方向　往萩市區方向的巴士班次較多
- 防長交通、石見交通（日语：石見交通）
  - 東萩、須佐、石見機場、益田方向（石見機場接駁巴士）

## 相鄰車站
西日本旅客鐵道
■山陰本線
木與－奈古－長門大井

## 注腳
1. ↑  山陰線（須佐～奈古駅間）、山口線（地福～津和野駅間）の運転再開見込みなどについて （页面存档备份，存于） - 西日本旅客鐵道新聞發布，2014年7月16日
2. ↑  ２月１８日からＪＲ山陰本線奈古駅の乗り場が駅舎側に統一されて、便利になりました。｜元気！あぶ町！５００１ （页面存档备份，存于） - 阿武町官方網頁
3. ↑  山口縣統計年鑑

## 外部連結
- 奈古｜車站資訊：JR出門網 - 西日本旅客鐵道